# مارتين دي زوارت
مارتين دي زوارت (بالهولندية: Martijn de Zwart)‏ (8 نوفمبر 1990 في هولندا - ) هو لاعب كرة قدم هولندي في مركز حراسة المرمى. لعب مع أدو دين هاغ وQuick Boys ‏.